# Antonio Di Donna

Bischofswappen von Antonio Di Donna

Antonio Di Donna (* 1. September 1952 in Ercolano, Provinz Neapel) ist ein italienischer Geistlicher und römisch-katholischer Bischof von Acerra.

## Leben
Antonio Di Donna empfing am 14. April 1976 durch den Erzbischof von Neapel, Corrado Kardinal Ursi, das Sakrament der Priesterweihe.
Am 4. Oktober 2007 ernannte ihn Papst Benedikt XVI. zum Titularbischof von Castellum in Numidia und bestellte ihn zum Weihbischof in Neapel. Der Erzbischof von Neapel, Crescenzio Kardinal Sepe, spendete ihm am 11. November desselben Jahres die Bischofsweihe; Mitkonsekratoren waren der Bischof von Tursi-Lagonegro, Francescantonio Nolè OFMConv, und der Weihbischof in Neapel, Filippo Iannone OCarm. Antonio Di Donna war zudem Generalvikar des Erzbistums Neapel.
Am 18. September 2013 ernannte ihn Papst Franziskus zum Bischof von Acerra.